# 倉庫精練信用組合
倉庫精練信用組合（そうこせいれんしんようくみあい）とは、石川県金沢市に本店があった信用組合。

## 概要
金沢市に本拠を置く倉庫精練グループ社員に対して事業を行っていた。解散前年度の2004年3月末時点で店舗は本店のみ、預金5億2200万円、貸出金2億4200万円で日本最小の信用組合であった。ちなみに同時期の自己資本比率は11.9％で経営自体には特段の問題はなかったが、グループ社員の減少による組合員減少により存在意義が薄れたことで、2005年3月解散した。出資金は全額返還され、残った貸付金は倉庫精練が引き継いだ。